# 복수 천자
복수 천자(Paracentesis)는 복수를 채취하여 검사를 시행하거나 복강 내에 비정상적으로 과다하게 고여 있는 복수를 제거하여 복부 불편감을 감소시키기 위한 목적으로 시행하는 수술이다.  